# Fama, ¡a bailar!
Fama, ¡a bailar! fou un programa de televisió espanyol del gènere talent show, centrat en una acadèmia de ball, que es va emetre en #0 de Movistar+. Les cinc primeres temporades es van oferir des de 2008 fins a 2011 a Cuatro, i des de l'11 de març de 2018 es va reprendre la seva emissió en la televisió de pagament. El programa, produït per Zeppelin TV, estava basat en un format original xilè.

## Història
Fama a bailar! es va estrenar el 7 de gener de 2008 i la seva tercera edició va finalitzar el 24 de gener de 2010. Després de la primera edició, la cadena va emetre una edició dirigida a buscar talents infantils. El programa es va dir Fama School i es va emetre en prime time els diumenges.
La segona edició de Fama a ballar!, va consolidar el format. La final va ser celebrada a la coberta de Leganés davant gairebé 10.000 persones.
La cadena decideix continuar, res més acabar la segona edició amb un Fama ¡a bailar!: Centro de danza, en el qual els concursants de Fama 1 i Fama 2, ja convertits en ballarins professionals, tornen al centre per a competir en grups.
Fama a bailar! 3 va arribar tres mesos després de finalitzar l'última edició. Es va caracteritzar per la participació de gent jove, anomenats "Generación Fama".
La quarta edició el programa va passar a dir-se Fama Revolution. Aquesta edició constava de diverses parts. El Campus, lloc on tots els classificats del càsting han de demostrar que són capaços d'estar dins de Fama, Els Grups, una vegada seleccionats els 25 alumnes de l'edició, s'agrupen per estils i competeixen durant un mes en grup, i finalment Les Parelles, que estan separades per nivells i es van formant conforme discorri el temps. Aquesta va ser l'última edició que va presentar Paula Vázquez.
Fama ¡a bailar! 5, va ser la cinquena edició de Fama. Va començar el 10 de gener de 2011 res més acabar Fama Revolution i va finalitzar el 25 de març donant fi al programa. Els castings van ser realitzats per Rafa Méndez i el programa va passar a ser presentat per Tania Llasera. Aquesta edició va tornar als orígens de Fama amb la mateixa mecànica que en edicions anteriors.
Després de la seva última edició en 2011, van saltar rumors que Mediaset España tornaria a apostar pel format durant els primers mesos del 2017, encara que no es va arribar a un acord amb la productora. No obstant això, el 10 de gener de 2018, després de 7 anys de la fi del programa en la sobretaula de Cuatro, la presentadora Paula Vázquez va confirmar a través d'un vídeo en les seves xarxes socials la tornada del format, aquesta vegada a Movistar+. Després d'això, el 6 de febrer de 2018, es van anunciar les dates dels cástines, a més de revelar el claustre de professors i l'emissió en directe del format les 24H a través del canal Movistar+ i Youtube. Així mateix, es va confirmar que el format duraria 13 setmanes i que 8 parelles es disputarien el triomf i 30.000 euros en una beca. L'estrena va ser l'11 de març de 2018 en #0 on s'emet actualment de diumenge a dijous en horari de prime time.

## Edicions
| Edició                            | Inici                  | Final                  | Jurat                                   | Professors                                                                       | Guanyador                                        | Parella guanyadora                          | Participants | Setmanes |
| --------------------------------- | ---------------------- | ---------------------- | --------------------------------------- | -------------------------------------------------------------------------------- | ------------------------------------------------ | ------------------------------------------- | ------------ | -------- |
| Fama, ¡a bailar!                  | 7 de gener de 2008     | 28 d'abril de 2008     | Víctor Ullate Lola González             | Sergio Alcover Marbelys Zamora Rafa Méndez.                                      | Vicky Gómez                                      | Juan Carlos & Lorena                        | 48           | 17       |
| Fama School                       | 5 de maig de 2008      | 26 de maig de 2008     | Víctor Ullate Lola González             | Sergio Alcover Marbelys Zamora Rafa Méndez.                                      | Alexis                                           | Cash (grup)                                 | 36           | 4        |
| Fama, ¡a bailar! 2                | 8 de desembre de 2008  | 29 d'abril de 2009     | Víctor Ullate Lola González             | Sergio Alcover Marbelys Zamora Rafa Méndez Pau Vázquez                           | Sergi                                            | Raquel & Ginés                              | 55           | 21       |
| Fama, ¡a bailar!: Centro de Danza | 4 de maig de 2009      | 10 de juliol de 2009   | Víctor Ullate Lola González             | Sergio Alcover Marbelys Zamora Pau Vázquez Gsus Villau                           | Lirical Hops Hugo Lorena Juan Carlos Karel Carol | Dance To Be (2ºs) Kiko Esther Eli Iván Nito | 30           | 10       |
| Fama, ¡a bailar! 3                | 14 de setembre de 2009 | 24 de gener de 2010.   | Lola González                           | Sergio Alcover Marbelys Zamora Rafa Méndez Pau Vázquez Benji Lee                 | Jonathan                                         | Yaima & Javier                              | 53           | 19       |
| Fama Revolution                   | 6 de setembre de 2010  | 22 de desembre de 2010 | Lola González                           | Sergio Alcover Marbelys Zamora Pau Vázquez Benji Lee Rafa Méndez Pepe Muñoz      | Mark                                             | Aarón & Sabela                              | 50           | 16       |
| Fama, ¡a bailar! 5                | 10 de gener de 2011    | 25 de març de 2011     | Lola González Javier Gurruchaga Vanexxa | Sergio Alcover Marbelys Zamora Maribel del Pino Benji Lee Rafa Méndez Pepe Muñoz | María                                            | Paula & Bryan                               | 28           | 11       |
| Fama, ¡a bailar! 2018             | 11 de març de 2018     | 7 de juny de 2018      | Igor Yebra                              | Iker Karrera Ruth Prim Raymond Naval Carla Cervantes Sandra Egido                | Wondy                                            | No hubo final por parejas                   | 30           | 13       |
| Fama, ¡a bailar! 2019             | 1 de febrer de 2019    | 16 de maig de 2019     | Iker Karrera                            | Ruth Prim Raymond Naval Carla Cervantes Sandra Egido Iker Karrera                | Esther                                           | Fonsi & Valeria                             | 35           | 15       |
| Fama, ¡a bailar! 2020             |                        |                        | Iker Karrera                            | Ruth Prim Raymond Naval Carla Cervantes Sandra Egido Iker Karrera                |                                                  |                                             |              |          |

### Primera edició: Fama ¡a bailar!
La primera edició de Fama, ¡a bailar! es va emetre del 7 de gener de 2008 al 28 d'abril de 2008. 45 participants.

### Primera edició: Fama School
La primera edició de Fama School es va emetre del 5 de maig de 2008 al 26 de maig de 2008. 18 grups participants i 14 ballarins.

### Segona edició: Fama ¡a bailar! (2)
La segona edició de Fama, ¡a bailar! es va emetre del 8 de desembre de 2008 al 29 d'abril de 2009. 63 participants.

### Fama ¡a bailar! Centro de Danza
Una edició especial amb ex-concursants de Fama en la qual es busca al conjunt de ball més complet. Es va emetre des del 4 de maig de 2009 al 10 de juliol de 2009

### Tercera edició: Fama ¡a bailar! (3)
La tercera edició de Fama, ¡a bailar! es va emetre del 14 de setembre de 2009 al 24 de gener de 2010. 53 participants.

### Quarta edició: Fama Revolution (4)
La quarta edició de Fama, ¡a bailar! sota el nom de Fama Revolution es va emetre del 6 de setembre de 2010 al 22 de desembre de 2010. 50 participants.

### Cinquena edició: Fama ¡a bailar! (5)
La cinquena edició de Fama, ¡a bailar! es va emetre del 10 de gener de 2011 al 25 de març de 2011. 28 participants.

### Sisena edició: Fama ¡a bailar! 2018
La sisena edició de Fama, ¡a bailar! es va emetre de l'11 de març de 2018 al 7 de juny de 2018. 30 participants.

### Setena edició: Fama ¡a bailar! 2019
La setena edició es va emetre l'1 de febrer de 2019 al 16 de maig de 2019. 35 participants.

### Vuitena edició: Fama ¡a bailar! 2020
La Vuitena edició s'estrenarà el ? de 2020 al ? de 2020. ? participants.

## Personal de l'escola

### Presentadores
- Paula Vázquez (2008-2010, 2018-)
- Tania Llasera (2011)

### Professors
- Iker Carrera: Cap d'estudis i professor (Fama a bailar 2018), Director (Fama a bailar 2019-)
- Ruth Prim: professora (Fama a bailar 2018-)
- Raymond Naval: professor (Fama a bailar 2018-)
- Carla Cervantes: professora (Fama a bailar 2018-)
- Sandra Egido: professora (Fama a bailar 2018-)
- Aarón Mata: Ajudant de Raymond (Fama a bailar 2018-)
- Adnan Souilah: Ajudant de Ruth (Fama a bailar 2018-)
- Carla Diego: Ajudant de Iker (Fama a bailar 2018-)
- Mimi Doblas (Lola Índigo): Trainer artística (Fama a bailar 2019-)

### Professors anteriors
- Víctor Ullate Roche: Director (Fama ¡A Bailar! 1-Grups), professor de Clàssic (Fama ¡A Bailar! 1-2) i professor de Clàssic avançat (Edició Grups)
- Lola González: Cap d'estudis (Fama ¡A Bailar! 1-Grupos), Directora (Fama ¡A Bailar! 3-5 i Fama Revolution 4)
- Igor Yebra: Director (Fama a bailar 2018)
- Sergio Alcover: professor de Street Dance (Fama ¡A Bailar! 1-2-3-5 i Fama Revolution 4)
- Marbelys Zamora: professora de Líric (Fama ¡A Bailar! 1-2-3-5 i Fama Revolution 4)
- Rafa Méndez: professor de Funky (Fama ¡A Bailar! 1-2-3-5), coreògraf performances (Fama Revolution 4)
- Pau Vázquez: professora de Jazz-Fusió (Fama ¡A Bailar! 2-3 y Fama Revolution 4), professora de Clàssic per principiants (Edición Grupos)
- Gsus Villau: professor de Funky (Edición Grupos)
- Benji Lee Weeratunge: professor de Comercial Dance (Fama ¡A Bailar! 3-5 i Fama Revolution 4)
- Jacob Hernández: professor de Clásico (Fama ¡A Bailar! 3)
- Pepe Muñoz: professor de Broadway Style (Fama Revolution 4 i Fama ¡A Bailar! 5)
- Maribel del Pino: professora de New Style (Fama ¡A Bailar! 5)
- José Catalán: Ajudant de Lola (Fama ¡A Bailar! 1-3)
- Gala Robles: Ajudant de Rafa (Fama ¡A Bailar! 1-2, 3 i Fama Revolution)
- Adrián Herrero †: Ajudant de Marbelys (Fama ¡A Bailar! 1-2)
- Karel Marrero: Ajudant de Marbelys (Fama ¡A Bailar! 3,5 i Fama Revolution)
- Héctor Romero : Ajudant de Rafa (Fama ¡A Bailar! 1-3)
- Álex Gutiérrez: Pont entre professors i alumnes (Fama ¡A Bailar! 2)
- Hugo Rosales: Pont entre professors i alumnes (Fama ¡A Bailar! 3)
- Juan Magan: DJ de Fama (Fama ¡A Bailar! 3)

## Palmarès Fama
| Edició                | Data      | Guanyador               | Parella Guanyadora   | Segon             | Tercer           | Quart           |  |
| --------------------- | --------- | ----------------------- | -------------------- | ----------------- | ---------------- | --------------- |  |
| Fama ¡a bailar!       | 2008      | Vicky Gómez             | Lorena & Juan Carlos | Quique Guijarro   | Lorena Gallego   | Hugo Rosales    |  |
| Fama ¡a bailar! 2     | 2008-2009 | Sergi Orduña            | Raquel & Ginés       | Yurena Molina     | Raquel Mateo     | Ginés Cano      |  |
| Fama: Centro de Danza | 2009      | Lirical Hops            | —                    | Dance to Be       | Just Dance       | Diamond Crew    |  |
| Fama ¡a bailar! 3     | 2009-2010 | Jonathan Anzalone       | Yaima & Javier       | Lourdes Guadalupe | Albert Cornelles | Keko Marcos     |  |
| Fama Revolution       | 2010      | Mark Amengual           | Aarón & Sabela       | Aarón Mata        | Didi Rodríguez   | Yron Onay       |  |
| Fama ¡a bailar! 5     | 2011      | María Cocol             | Paula & Bryan        | Paula             | Otamendi         | Fer             |  |
| Fama a bailar 2018    | 2018      | Diana Grytsailo "Wondy" | —                    | Pablo Costas      | Adrián Manzano   | Ester Carbonero |  |
| Fama a bailar 2019    | 2019      | Esther Moreno           | Fonsi & Valeria      | Aritz Grau        | Fonsi López      | Valeria Jones   |  |
| Fama a bailar 2020    | 2020      |                         | —                    |                   |                  |                 |  |